# 圣约翰卡皮斯特尔区
圣约翰卡皮斯特尔区是聖基茨和尼維斯的14個區之一，位於聖基茨島北部，北面是加勒比海，東鄰基督教會尼古拉鎮區，南接聖托馬斯米德艾蘭區，西毗聖安娜沙角區和聖保羅卡皮斯特萊區，首府設於迪耶普灣鎮和薩德勒，面積25平方公里，2001年人口3,181，人口密度每平方公里127.24人。

## 村鎮
該區最大城鎮為薩德勒，人口近2,000人。塔伯納克爾為第二大城鎮。
首府：
- 迪耶普灣鎮
- 薩德勒（最大城鎮）

其他村莊：
- Parson's
- Harris'
- Belle Vue
- 塔伯納克爾